# Nuit et Jour (ballet)

Nuit et Jour (ou la Nuit et le Jour) est un ballet fantastique en un acte de Marius Petipa (livret et chorégraphie) sur une musique de Minkus dont la première a eu lieu le 18 mai 1883 au Théâtre du Bolchoï de Moscou. Les décors étaient de Mikhaïl Botcharov et de Karl Waltz, les costumes d'Adolphe Charlemagne, de Pavel Grigoriev et de Nikolaï Klodt.

## Histoire
Ce ballet est donné dans le cadre des festivités qui se tiennent à Moscou pour célébrer le couronnement de l'empereur Alexandre III et de l'impératrice Marie, le 15 mai 1883 en la cathédrale de l'Assomption du Kremlin. Le gala se tient donc trois jours après au Bolchoï avec des extraits d'Une vie pour le tsar de Glinka, et la première de ce ballet. Cette allégorie dépeint la victoire de l'aube sur la nuit, comme pour symboliser la fin de la douleur de la nation russe après l'assassinat d'Alexandre II, après l'arrivée au trône de son fils, au matin d'une nouvelle ère.

Enthousiasmé par ce somptueux ballet, Alexandre III décore le compositeur de l'Ordre de Saint-Stanislas pour récompenser sa partition musicale. Au cours de la cérémonie, le nouvel empereur s'adresse à Minkus en ces termes : 

« ... Vous avez atteint la perfection en tant que compositeur de ballets. »

Une édition pour piano de la partition de Minkus est éditée chez Büttner (Saint-Pétersbourg) en 1885.

## Argument
La nature entière s'endort à la nuit. L'étoile du soir apparaît en compagnie d'autres étoiles et planètes. Des dryades, naïades et néréides font aussi leur apparition et tous dansent en cercle à la fête de la nuit. Les premiers rayons du soleil levant font commencer le triomphe du jour. La nature se remet à vivre. Tous les différents peuples de l'Empire russe se réunissent pour accueillir le soleil. Une grande ronde se met en mouvement. L'esprit de la Russie règne sur tous, installé sur les ailes de l'aigle, entouré des personnifications des arts, des sciences et de l'industrie.

## Distribution originelle
- La Reine de la Nuit: Evguenia Sokolova
- La Reine du Jour: Ekaterina Vazem
- L'Étoile de la Nuit: Maria Gorchenkova
- L'Étoile du Matin: Anna Johansson
- La Mouche: Pavel Gerdt
- La Colombe: Varvara Nikitina
- La Reine des Abeilles: Alexandra Vinogradova
- Le Cygne: Augusta Ogoleit
- Une naïade: Alexandra Chapochnikova[2]